# 6ª Legione Cisalpina
La 6ª Legione Cisalpina fu un'unità militare della Repubblica Cisalpina, attiva tra il 1797 e il 1799.
La Repubblica Cisalpina fu proclamata il 29 giugno 1797, come unione della Repubblica Cispadana e della Repubblica Transpadana; il 4 agosto furono istituite le legioni cisalpine, dalla fusione delle truppe cispadane e transpadane. La 6ª Legione Cisalpina fu istituita il 14 ottobre sulla base della Legione Bresciana, e affidata al comando del Capo-legione Eugenio Orsatelli; fu strutturata su tre battaglioni:
- I/6ª, al comando di Teodoro Lechi, formato dalla Coorte I;
- II/6ª, al comando di P. Foresti, formato dalla Coorte II;
- III/6ª, al comando di G. Guerin, formato dalla Coorte III;
- la Coorte IV fu disciolta e i suoi uomini usati per rinforzare gli altri battaglioni.

Il 6 settembre 1798 il I/6ª era a Peschiera mentre il II/6ª e il III/6ª erano a Mantova, e la legione aveva 1087 uomini effettivi.
Il 29 novembre l'esercito cisalpino fu riorganizzato su tre Mezze-brigate, la seconda delle quali avrebbe dovuto includere la 6ª Legione Cisalpina (all'epoca forte di 1066 uomini), insieme alla 2ª Legione Cisalpina e ai Cacciatori Bresciani; il 16 dicembre, in applicazione di una legge del 30 novembre, fu formata la 3ª Mezza Brigata di linea, che avrebbe incluso oltre alla 6ª anche la 8ª Legione Cisalpina; la Mezza Brigata fu effettivamente formata il 19 gennaio 1799, ponendo fine alla 6ª Legione Cisalpina.